# Партия освобождения и социализма
Партия освобождения и социализма (ПОС) (араб.  حزب التحرر والاشتراكية‎, фр. Parti de la libération et du socialisme (PLS), Хизб ат-Тахрир ва-ль-Иштиракия) — марокканская политическая партия.
В социальной и политической сфере партия в своей программе придерживалась идей марксизма и научного социализма. Провозгласила своей целью создание социалистического общества в соответствии с «национальными особенностями страны, её здоровыми историческими и идейными традициями и законами прогрессивного общественного развития».

## История
ПОС созданная 26 января 1968 года на базе и как правопреемница Марокканской коммунистической партии (МКП), действовала в 1968—1974 годах. Инициатором создания партии был бывший первый секретарь ЦК МКП Али Ята. Он же был избран генеральным секретарем партии.
В 1969 партия была запрещена марокканским правительством. Лидер ПОС Али Ята был заключен в тюрьму.
Группа членов партии во главе с Авраамом Серфати в 1970 году вышла из ПОС, создав марксистско-ленинскую организацию «Вперёд» («Ила аль-Имам»).
В 1972—1974 гг. ПОС работала в полулегальных условиях.
Руководство ПОС выступало за союз с другими патриотическими силами страны и создание «единого народного фронта, имеющего антиимпериалистический и антибуржуазный характер».
В 1970 году часть членов ПОС основала фракционную группу «Ила аль-Амам» (Ila al-Amam).
27 августа 1974 было объявлено о создании (с разрешения марокканских властей) Партии прогресса и социализма (ППС).